# خورخي مارتين نونيز
خورخي مارتين نونيز ميندوزا (بالإسبانية: Jorge Martín Núñez)‏ (مواليد 22 يناير 1978 في أسونسيون) لاعب كرة قدم باراغواياني دولي يجيد اللعب في خط الدفاع . يلعب حاليا لصالح نادي تشاكاريتا جيونيورز الأرجنتيني من سنة 2009 .

## روابط خارجية
- خورخي مارتين نونيز على موقع الاتحاد الدولي (مؤرشف)  (الإنجليزية)
- خورخي مارتين نونيز على موقع قاعدة بيانات كرة القدم.إي يو (الإنجليزية)
- خورخي مارتين نونيز على موقع ناشيونال فوتبول تيمز (الإنجليزية)
- خورخي مارتين نونيز على موقع Soccerway.com (الإنجليزية)